# Godoncourt
 Godoncourt  es una población y comuna francesa, en la región de Lorena, departamento de Vosgos, en el distrito de Épinal y cantón de Monthureux-sur-Saône.

## Demografía
| 259 | 208 | 182 | 171 | 143 | 152 |
| Para los censos de 1962 a 1999 la población legal corresponde a la población sin duplicidades (Fuente: INSEE [Consultar]) |     |     |     |     |     |